# Norman Reynolds
Norman Reynolds (* 26. März 1934 in London; † 6. April 2023) war ein britischer Oscar-prämierter Filmarchitekt mit herausragender Karriere beim Hollywood-Kino.

## Leben
Der in London geborene Sohn walisischer Eltern ließ sich an einer Kunsthochschule in Wales ausbilden. Anschließend fand Reynolds Anstellung in einer Londoner Werbefirma und knüpfte früh Kontakte zum Film als Assistent bei der britischen Zweigstelle der MGM. Zunächst war Reynolds als Ausstattungsassistent bzw. einfacher Architekt an Filmen wie Feuerball, Luftschlacht um England, Stoßtrupp Gold und Zeppelin beteiligt. Außerdem entwarf er die Dekorationen zu der beliebten britischen Fernsehkrimiserie Simon Templar. Ihm zur Seite stand dort sein junger walisischer Kollege Leslie Dilley.
Mit Beginn der 70er Jahre konnte sich Reynolds als Chefarchitekt etablieren. Seine Bauten zu Richard Fleischers Sarah-Bernhardt-Biographie Die unglaubliche Sarah brachte Reynolds 1976 seine erste Oscar-Nominierung ein. Daraufhin wurde er nach Hollywood geholt, um die Bauten zu dem überaus aufwändigen Science-Fiction-Film Krieg der Sterne zu gestalten. Mit ihm kam der Kollege Dilley. Für die bei Krieg der Sterne gezeigte Leistung wurden Reynolds, Dilley und der gleichfalls daran beteiligte Kollege Jonathan Barry mit je einem Oscar ausgezeichnet.
In der Folgezeit entwarf Norman Reynolds, anfangs noch gemeinsam mit Dilley, die Kulissen zu einer Fülle von Hochglanzproduktionen im klassischen Hollywood-Stil. Darunter befanden sich die Comic-Strip-Adaption Superman, Steven Spielbergs Jäger des verlorenen Schatzes, für den Reynolds seinen zweiten Oscar in Empfang nehmen konnte, und Das Reich der Sonne, George Lucas’ Krieg der Sterne-Fortsetzungen Das Imperium schlägt zurück und Die Rückkehr der Jedi-Ritter sowie der dritte Teil der Alien-Reihe, für den Norman Reynolds eine klamme Atmosphäre spartanisch ausgestatteter, kunstlichtkalter Werkhallen kreierte.
Zur Jahrtausendwende zog sich Reynolds, mittlerweile 65 Jahre alt, von der aktiven Produktionsgestaltung zurück. Im Frühjahr 2023 verstarb er im Alter von 89 Jahren. Er hinterließ eine Ehefrau und drei gemeinsame Kinder.

## Filmografie (komplett)
- 1972: A Warm December
- 1973: Der kleine Prinz
- 1974: Mr. Quilp
- 1975: Abenteurer auf der Lucky Lady
- 1975: Die unglaubliche Sarah (The Incredible Sarah)
- 1976: Krieg der Sterne
- 1977: Superman
- 1978: Superman II – Allein gegen alle (UA: 1980)
- 1979: Das Imperium schlägt zurück (The Empire Strikes Back)
- 1981: Jäger des verlorenen Schatzes (Raiders of the Lost Ark)
- 1982: Die Rückkehr der Jedi-Ritter (Return of the Jedi)
- 1984: Oz – Eine fantastische Welt
- 1985: Das Geheimnis des verborgenen Tempels
- 1987: Das Reich der Sonne
- 1988: Land der schwarzen Sonne (UA: 1990)
- 1990: Avalon
- 1991: Alien 3
- 1992: Überleben! (Alive)
- 1993: Blackout – Ein Detektiv sucht sich selbst
- 1995: Mission Impossible
- 1997: Sphere – Die Macht aus dem All
- 1999: Der 200 Jahre Mann (Bicentennial Man)